# Aloina brevirostris
Aloina brevirostris là một loài Rêu trong họ Pottiaceae. Loài này được (Hook. & Grev.) Kindb. mô tả khoa học đầu tiên năm 1883.